# Kicken Ericson
Ulla Christina Kicken Ericson, (Eriksson i folkbokföringen), född 26 maj 1947 i Göteborg, är en svensk textilkonstnär och grafiker.
Kicken Ericson har arbetat med en rad olika textila tekniker. Bland annat har hon målat med textilfärg på smärting, gjort collage fria broderier med mera. 1973–1988 var hon medlem i Textilgruppen och gjorde då handtryckta metervaror. 1990 skapade hongobelängen Ur minnenas skattkammare för Vasamuseet, som utfördes av Handarbetets vänner. Ericson är representerad vid Kalmar konstmuseum.